# Basbalpur
Basbalpur (nep. बसवलपुर) – gaun wikas samiti we wschodniej części Nepalu w strefie Sagarmatha w dystrykcie Saptari. Według nepalskiego spisu powszechnego z 2001 roku liczył on 545 gospodarstw domowych i 2995 mieszkańców (1588 kobiet i 1407 mężczyzn).